# Klub Geograficzny (film)
Klub Geograficzny (ang. Geography Club) – amerykański komediodramat na podstawie powieści Brenta Hartingera o tej samej nazwie. 

## Obsada
- Cameron Deane Stewart - Russell Middlebrook
- Justin Deeley - Kevin Land
- Andrew Caldwell - Gunnar
- Meaghan Martin - Trish
- Allie Gonino - Kimberly
- Ally Maki - Min
- Nikki Blonsky - Therese
- Alex Newell - Ike
- Teo Olivares - Brian Bund
- Dexter Darden - Jared Sharp
- Grant Harvey - Nolan Lockwood
- Marin Hinkle - Barbara Land
- Ana Gasteyer - Mrs. Toles
- Scott Bakula - Carl Land